# Kindling (album)
| Recensione | Giudizio |
| ---------- | -------- |
| AllMusic   |          |

Kindling è l'album di debutto, come solista, del multistrumentista statunitense Gene Parsons, pubblicato dalla Warner Bros. Records nell'agosto del 1973 .

## Tracce

### LP (1973, Warner Bros. Records, BS 2687)
Lato A (S40,404)
Testi e musiche di Gene Parsons, eccetto dove indicato.
1. Monument – 2:06
2. Long Way Back – 2:29
3. Do Not Disturb – 1:55 (Skip Battin, Kim Fowley)
4. Willin' – 3:18 (Lowell George)
5. On the Spot (strumentale) – 1:38 (musica: Gene Parsons, Clarence White, Gib Guilbeau)
6. Take a City Bride – 2:17 (Gib Guilbeau)

Durata totale: 13:43
Lato B (S40,405)
Testi e musiche di Gene Parsons, eccetto dove indicato.
1. Sonic Bummer – 2:18
2. I Must Be a Tree – 3:17 (Gene Parsons, Gib Guilbeau)
3. Drunkard's Dream – 2:37 (Carter Stanley)
4. Banjo Dog – 2:10
5. Back Again – 2:57

Durata totale: 13:19

## Musicisti
Monument
- Gene Parsons – voce, chitarre, banjo, chitarra pedal steel, cardboard, basso

Long Way Back
- Gene Parsons – voce, chitarre, armonica, chitarra pedal steel, basso, batteria
- Red Callender – tuba

Do Not Disturb
- Gene Parsons – voce, chitarra, banjo, autoharp, armonica
- Clarence White – mandolino
- Roger Bush – basso

Willin' 
- Gene Parsons – voce, chitarra, armonica
- Nick DeCaro – accordion

On the Spot
- Gene Parsons – armonica
- Clarence White – chitarra
- Gib Guilbeau – fiddle

Take a City Bride
- Gene Parsons – voce, chitarra solista, chitarra ritmica, basso, batteria
- Gib Guilbeau – chitarra ritmica, fiddle

Sonic Bummer
- Gene Parsons – voce, chitarra acustica, banjo, basso
- Clarence White – chitarra acustica
- Gib Guilbeau – fiddle
- Andy Newmark – batteria

I Must Be a Tree
- Gene Parsons – voce, chitarra ritmica, armonica, basso
- Clarence White – chitarra acustica solista , chitarra elettrica
- Andy Newmark – batteria

Drunkard's Dream
- Gene Parsons – voce solista, chitarra acustica
- Ralph Stanley – voce tenore
- Clarence White – voce basso, mandolino
- Vassar Clements – fiddle
- Roger Bush – basso

Banjo Dog
- Gene Parsons – banjo
- Clarence White – mandolino, chitarra

Back Again
- Gene Parsons – voce, chitarre, basso, percussioni, batteria
- Clarence White – mandolino
- Bill Payne – sintetizzatore

### Produzione
- Russ Titelman – produzione
- Trudy Portch – coordinazione della produzione
- Registrazioni, mixaggio e masterizzazione effettuati al Warner Bros. Studios, North Hollywood (California)
- Lee Herschberg, Donn Landee e Bobby Hata – ingegneri delle registrazioni
- Remixaggio di Lee Herschberg e Donn Landee
- Malcolm Cecil e Robert Margouleff – Programmatori sintetizzatori moog e ARP
- Ed Thrasher – grafica copertina album originale
- John e Barbara Casado – design copertina album originale
- Greg Gorman – foto copertina album originale[4]